# ایست تاواکونی (تگزاس)
ایست تاواکونی، تگزاس (به انگلیسی: East Tawakoni, Texas) یک شهر در ایالات متحده آمریکا با جمعیت ۷۷۵ نفر است که در تگزاس واقع شده‌است.

## موقعیت جغرافیایی
موقعیت جغرافیایی شهرها و مناطق اطراف به شرح زیر است: